# Shorea faguetiana
La Shorea faguetiana (también llamada meranti amarillo) es una especie de planta de la familia Dipterocarpaceae. Se encuentra en Indonesia, Malasia y Tailandia. La angiosperma tropical más alta documentada era una Shorea faguetiana de 88,3 m de altura en el parque nacional de las Colinas de Tawau, en Sabah, isla de Borneo. En 2016 se encontró un ejemplar de 89,5 m de altura en la zona de protección del Maliau, al noreste de Borneo (Malasia.)
La angiosperma documentada más alta del mundo es una Shorea faguetiana, que mide 97,58 m de altura y se encuentra en el Área de Conservación del Valle Danum, en Sabah, en la isla de Borneo. [2] La altura del árbol es de 100,8 m desde la parte superior de la copa hasta la parte más baja del contrafuerte, siendo el promedio entre la distancia a la parte más baja del tronco y la distancia a la parte más alta del pozo de 97,58 m. El equipo que lo midió ha bautizado al árbol “Menara”. Este árbol se midió el 6 de enero de 2019.
Una S. faguetiana casi igualmente alta, 96,9 m, se encuentra en el parque nacional Tawau Hills, en Sabah en la isla de Borneo, ubicada a unos 24 km de Tawau y a unos 9,5 km de la estación principal del Parque. Este árbol fue descubierto el 28 de mayo de 2018.
Anteriormente, en 2016, el árbol tropical más alto del mundo conocido como "Lahad Datu " se encontró en el Área de Conservación del Valle Danum que mide 93,0 m con un dosel que mide 40,3 m de diámetro. La medición inicial desde un avión fue de 94,1 m y la medición precisa de la caída de la cinta realizada por un escalador fue de 90,8 m hasta el nivel más alto y 95,2 m hasta el nivel del suelo más bajo. 93,0 m es el promedio de estas cifras. 
Durante muchos años, el árbol tropical más alto del mundo había sido reconocido como Shorea faguetiana en el Parque Tawau Hills con una altura de 88,32 m, un árbol que se encuentra a 900 m de la estación principal del Parque.

## Fuente
- Ashton, P. 1998.  Shorea faguetiana. 2006 Lista roja de especies amenazadas de la UICN.(en inglés) Consultado el 13 de febrero de 2012.